# Honnamaradi, Davanagere
Honnamaradi là một làng thuộc tehsil Davanagere, huyện Davanagere, bang Karnataka, Ấn Độ.